# Lune (Musikerin)
Lune (* 25. September 2002; bürgerlich Mailan Ghafouri) ist eine deutsche Sängerin und Rapperin.

## Leben und Karriere
Mailan Ghafouris Eltern sind Kurden aus der Autonomen Region Kurdistans im Irak und kamen 1995 als Kriegsflüchtlinge nach Deutschland, bevor Lune auf die Welt kam. Lune ist in Sinsheim aufgewachsen.
Im Mai 2020 nahm sie in der ersten Folge von Keller sucht den Superstar, einem Gesangsformat des Youtubers Mois, teil. Darüber hinaus veröffentlichte sie auf Instagram mehrere Gesangsvideos, von denen die meisten abwechselnd in französischer und deutscher Sprache vorgetragen wurden. Im August veröffentlichte der Rapper Samra auf seinem YouTube-Kanal den Song Cr1minel, auf dem sie vertreten ist. Das Lied wurde erstmal nicht als Single ausgekoppelt, jedoch erschien dazu ein Musikvideo, welches circa 8,3 Millionen Klicks (Stand: Januar 2024) erzielen konnte. Drei Monate später wurde das Musikvideo auf privat gesetzt, eine Woche später aber wieder online gestellt und gleichzeitig als Single zum Streamen und Herunterladen veröffentlicht. 
Anfang Oktober 2020 brachte Lune ihre erste Single Gebe auf. heraus. Der Track landete in der ersten Woche auf Platz 20 in den deutschen Charts. Wenige Tage später hatte sie zudem über 50.000 Follower auf Instagram. In der dritten Woche konnte sich Gebe auf., welcher auch auf der Plattform TikTok stark verbreitet wurde, erstmals in den Top-10 der Charts platzieren. Anfang November erreichte das Lied Platz zwei der deutschen Singlecharts und Anfang Dezember über 10 Millionen Aufrufe auf YouTube. Circa zehn Monate nach Veröffentlichung konnte das Video über 20 Millionen Aufrufe erzielen.

## Diskografie
Studioalben

| Jahr | Titel Musiklabel               | Höchstplatzierung, Gesamtwochen, AuszeichnungChartplatzierungen (Jahr, Titel, Musiklabel, Platzierungen, Wochen, Auszeichnungen, Anmerkungen) | Höchstplatzierung, Gesamtwochen, AuszeichnungChartplatzierungen (Jahr, Titel, Musiklabel, Platzierungen, Wochen, Auszeichnungen, Anmerkungen) | Höchstplatzierung, Gesamtwochen, AuszeichnungChartplatzierungen (Jahr, Titel, Musiklabel, Platzierungen, Wochen, Auszeichnungen, Anmerkungen) | Anmerkungen                           |
| Jahr | Titel Musiklabel               | DE | AT | CH | Anmerkungen                           |
| ---- | ------------------------------ | --- | --- | --- | ------------------------------------- |
| 2023 | Lune Warner Music (WMG)        | DE14 (2 Wo.)DE | — | CH26 (1 Wo.)CH | Erstveröffentlichung: 27. Januar 2023 |
| 2024 | Mailan Columbia Records (Sony) | DE20 (2 Wo.)DE | — | CH71 (1 Wo.)CH | Erstveröffentlichung: 21. Juni 2024   |